# Jocelyne Binet
Pour les articles homonymes, voir Binet.
Jocelyne Binet (27 septembre 1923 à East Angus au Québec - 13 janvier 1968 dans la ville de Québec au Québec) était une compositrice, pianiste et professeur de musique québécoise. Elle a étudié à Montréal, à Paris et en France. Par la suite, elle est revenue au Québec pour composer et enseigner la musique.

## Biographie
Jocelyne Binet a obtenu deux diplômes de musique à Montréal avant de se rendre à Paris, en France, pour poursuivre ses études de piano. Elle a étudié sous la direction de Claude Champagne, Jean Dansereau et Jean-Marie Beaudet à l'École supérieure de musique d'Outremont (aujourd'hui, École de musique Vincent-d'Indy).
Par la suite, elle poursuit ses études au Conservatoire de Paris en 1948 et 1949 grâce à une bourse du gouvernement français, puis en 1949 et 1951 grâce à une bourse du gouvernement québécois, où ses professeurs sont Tony Aubin, Noël Gallon et Olivier Messiaen.

## Carrière musicale
En 1946, Jocelyne Binet reçoit un prix de composition de l'Association des compositeurs, auteurs et éditeurs du Canada (en). De retour de Paris, elle a enseigné de 1951 à 1957 à l'École Vincent-d'Indy, de 1952 à 1961 au Centre d'arts Orford, et de 1957 à 1959 au Conservatoire de musique de Québec. De 1952 à 1961, elle enseigne dans les camps d'été des Jeunesses musicales du Canada. Elle enseigne également l'analyse musicale et le contrepoint à l'Université Laval de 1957 à 1968.
Ses œuvres ont été jouées dans les médias et en concert en Amérique du Nord, en Amérique du Sud et en Europe. Elles ont notamment été jouées fréquemment par le Trio canadien, composé de Gilles Lefebvre, Colombe Pelletier et Rafael Masella. Ses archives sont conservées aux Archives nationales du Québec (ANQ) à Québec.

## Œuvres
Elle a composé des œuvres pour orchestre, ensemble de chambre, chœur et voix soliste. Ses œuvres comprennent quatre pièces pour orchestre : Evocation (1948), Danse (1949), Un Canadien à Paris (1951) et L'Amour endormi. Sa musique de chambre comprend le Trio pour violon, violoncelle et piano (1945) et la Suite pour flûte, piano et cordes (1946). Elle a également composé la Petite Suite Vocale (1945) pour voix seule, chœur de femmes et piano, avec des paroles de Jean-Henri Fabre, et Nocturne (1946). Gérard Souzay a chanté son Cycle de Mélodies sur sept poèmes de Paul Éluard dans un programme de récital en 1955.